# Inhapuambuçu

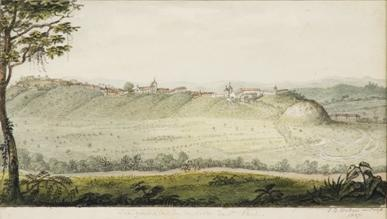
Vista Geral da Cidade de São Paulo. Aquarela de Jean-Baptiste Debret representando a cidade de São Paulo no começo do século XIX sobre o promontório onde, provavelmente, também se localizava a vila de Inhapuambuçu. Na composição, destaca-se uma formação geológica arredondada que se eleva na acrópole do Triângulo Histórico, provavelmente o morro do Inhapuambuçu.

Inhapuambuçu (em tupi antigo: i(nh)apu'ãm-busú, ou, y(nh)apu'ãm-busú, significando "grande cume" ou "grande ponto do rio", respectivamente) nome utilizado para se referir a uma aldeia indígena  que se situava na região correspondente ao Centro Histórico da cidade de São Paulo antes da chegada dos colonizadores portugueses. Além de designar a aldeia, o nome também se referia a um morro elevado. A aldeia era liderada pelo morubixaba Tibiriçá e veio a abrigar, a partir de 1554, o Colégio de São Paulo.

## Etimologia
Inhapuambuçu, segundo Augusto Bicalho, vem do tupi antigo i(nh)apu'ãm-busú, significando "o grande cume" ou y(nh)apu'ãm-busú, significando "o grande ponto do rio, nome que faz referência a um morro alto que se pode avistar de longas distâncias.

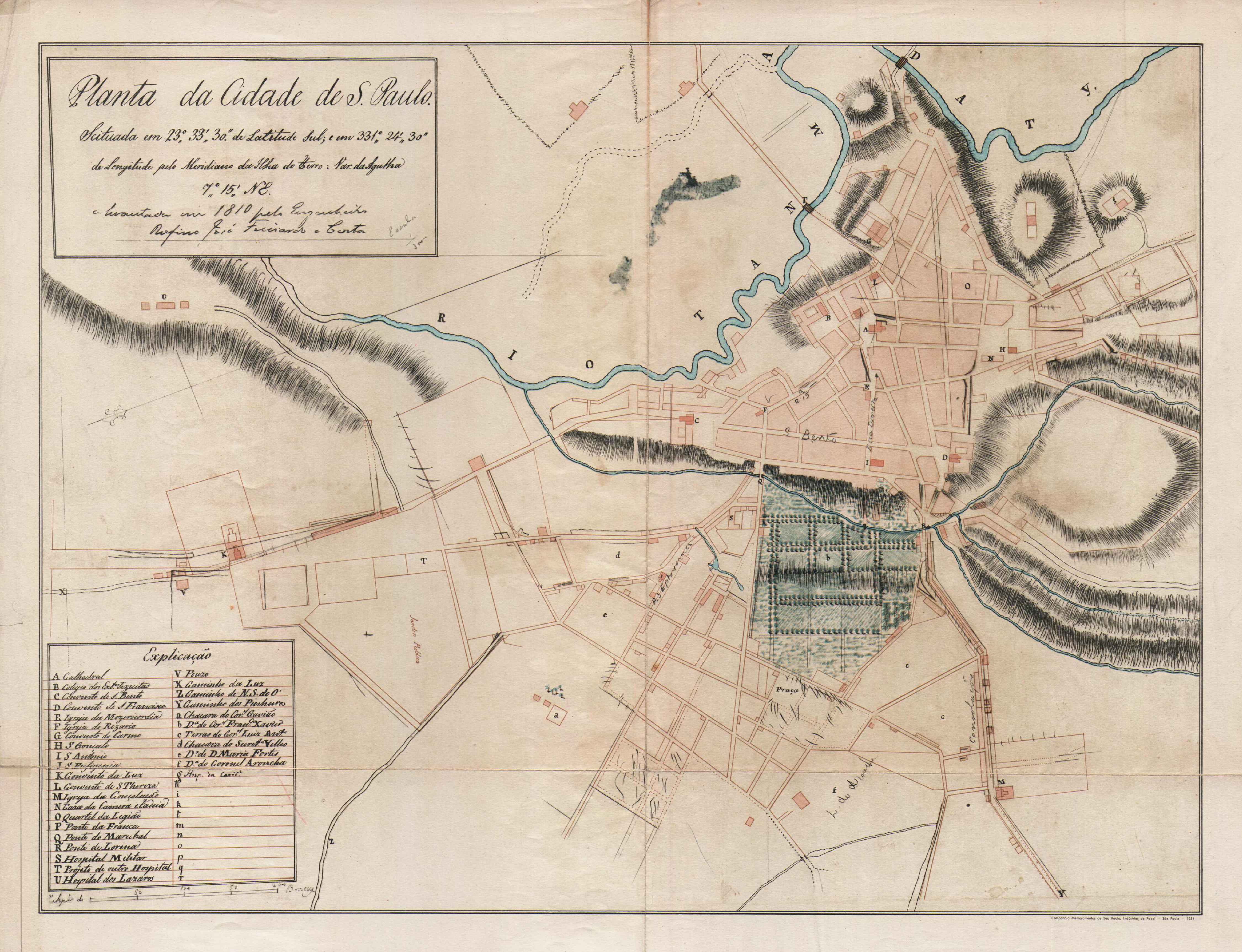
Planta da cidade feita de 1810, destacando o alto relevo na antiga região do Morro da Forca.

Piratininga, por sua vez, significa algo como "peixe secando" ou "peixe a secar", através da junção do substantivo pi'ra, que significa "peixe" e (mo)tininga, o gerúndio de forma aferética do verbo (mo)tining, que corresponde ao verbo "secar" na língua portuguesa. O termo, além de se referir à aldeia indígena, também era utilizado para se referir ao rio Tamanduateí, que banhava as proximidades do lugar.

## História

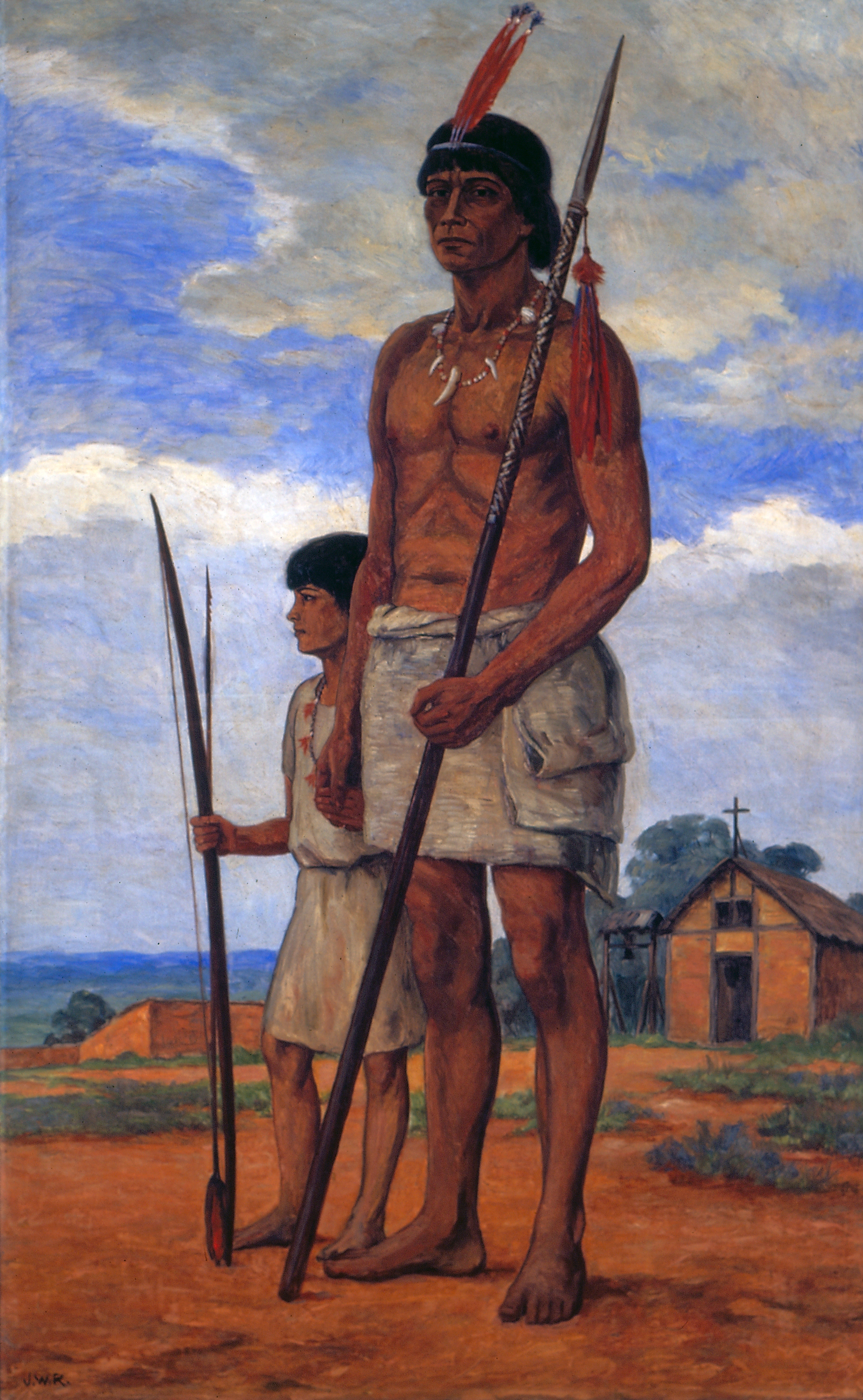
Cacique Tibiriçá e Neto. Óleo sobre tela de José Wasth Rodrigues representando o morubixaba da aldeia de Inhapuambuçu.

A aldeia de Inhampuambuçu, ou Piratininga, era, a que tudo indica, um dos mais importantes assentamentos tupiniquins da Capitania de São Vicente. Devido à falta de registros escritos antes da colonização, é muito difícil precisar quando a aldeia foi fundada. O que se sabe é que ela, por volta de 1532, era chefiada pelo morubixaba Tibiriçá - depois batizado como Martim Afonso. - e que havia acolhido, já há alguns anos, o português João Ramalho. Em 1554, foi fundado, pelas mãos dos padres jesuítas Manuel da Nóbrega e José de Anchieta, junto da aldeia, o Colégio de São Paulo. Alguns anos depois, em 1557, a aldeia, assim como Jurubatuba, mais ao sul, já estava em processo de fragmentação.
A partir de 1560, a vila de Santo André da Borda do Campo, fundada alguns anos antes por João Ramalho, foi transferida, por ordem do para as imediações da aldeia, que se tornou o núcleo da povoação da vila de São Paulo dos Campos de Piratininga.